# Oita Marine Palace Aquarium
Koordinaten: 33° 15′ 32″ N, 131° 32′ 8″ O

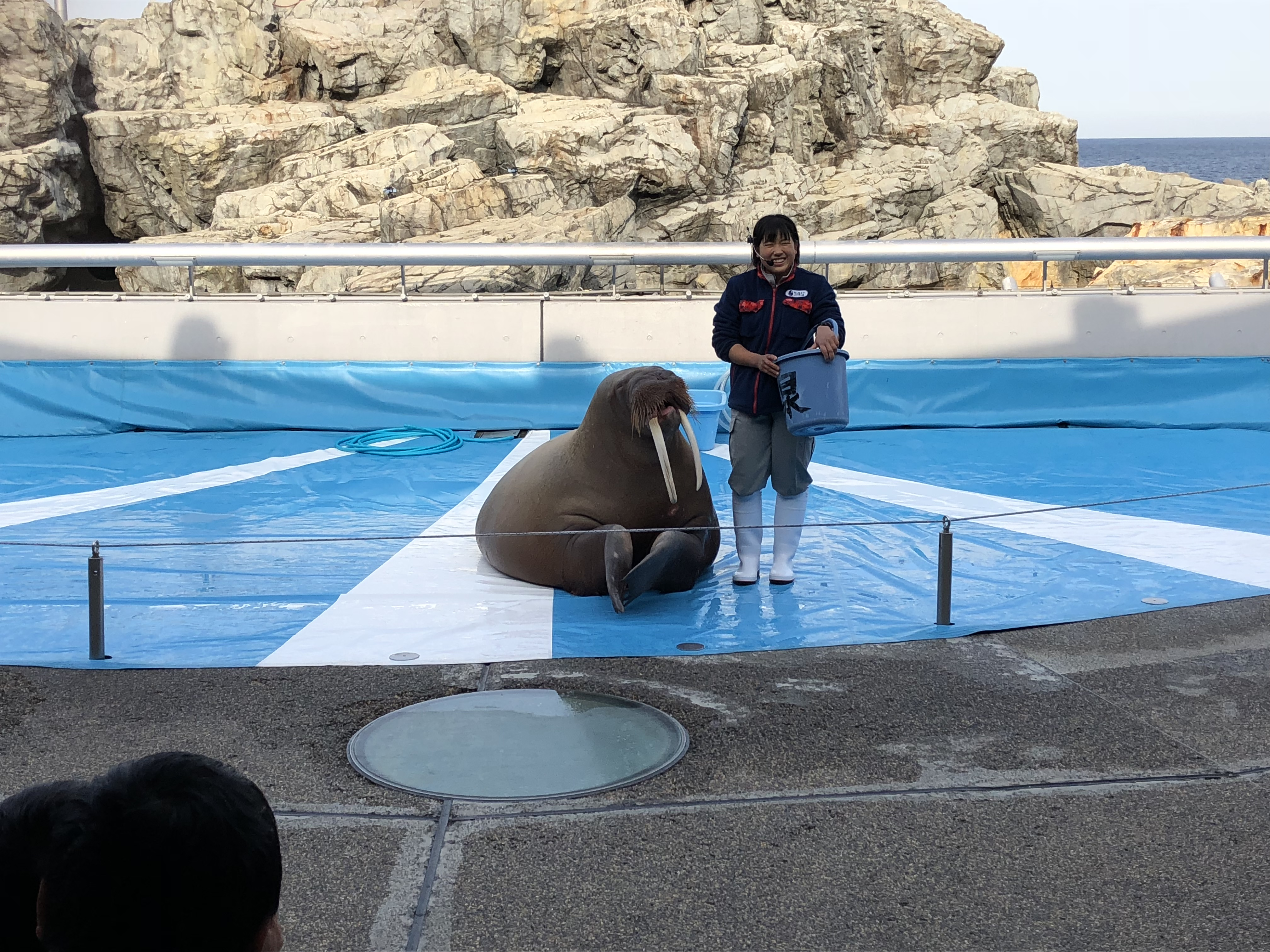
Walrossshow

Das Oita Marine Palace Aquarium (englisch für jap. 大分マリーンパレス水族館 Ōita Marin Paresu Suizokukan) ist ein in der japanischen Hafenstadt Ōita in der Präfektur Ōita auf der Insel Kyūshū an der Beppu-Bucht gelegenes Aquarium. Im Volksmund wird das Aquarium Umitamago genannt. Es ist bei der Japanese Association of Zoos and Aquariums (englisch für die 日本動物園水族館協会 Nihon dōbutsuen suizokukan kyōkai) akkreditiert.

## Geschichte
1964 wurde in Ōita das Oita Ecological Aquarium Marine Palace (englisch für Ōita seitai suizokukan marine palace 大分生態水族館マリーンパレス) eröffnet. Es war mit dem weltweit ersten Gezeiten-Becken versehen und enthielt 1500 Fische in etwa 90 Arten, die vornehmlich aus der Meerenge von Bungo stammten. Außerdem war es das erste Aquarium in Japan, das eine Show mit Seeottern veranstaltete. 1968 wurden erstmals Dugongs erfolgreich gezüchtet. Im September 1995 wurde ein in den Gewässern um Taiwan gefangener trächtiger Walhai ausgestellt, dem die erste Lebendgeburt dieser Art in Gefangenschaft folgte. 2003 wurde das Aquarium geschlossen, wesentlich vergrößert, am 1. April 2004 wiedereröffnet und in Oita Marine Palace Aquarium "Umitamago" umbenannt.

## Anlagenkonzept, Tierbestand und Vorführungen
Im Oita Marine Palace Aquarium werden rund 15.000 aquatische Tiere in ca. 500 Arten gezeigt. Das Aquariumsgebäude verfügt über zwei Etagen sowie einen Außenbereich. Im Aquarium befinden sich mehrere Becken, von denen das größte 1250 Tonnen Wasser enthält. Das Becken mit Delfinen ist als künstliche Meeresküste mit weißem Sandstrand gestaltet. Das Oita Marine Palace Aquarium bietet täglich zahlreiche Vorführungen, bei denen die Tiere aus nächster Nähe betrachtet werden können. Zu den beliebtesten Shows zählen die Delfinshow sowie eine Show mit Walrossen. Selbst Fische demonstrieren ihre Fähigkeiten: Schnabelbarsche und Igelfische führen akrobatische Kunststücke auf, Zitteraale setzen Gegenstände unter Strom und Schützenfische schießen Wasser auf Ziele.